# Trichoblatta montshadskii
Trichoblatta montshadskii är en kackerlacksart som beskrevs av Bei-Bienko 1969. Trichoblatta montshadskii ingår i släktet Trichoblatta och familjen jättekackerlackor. Inga underarter finns listade i Catalogue of Life.